# Александру Дандя
Александру Дандеа (рум. Alexandru Dandea, 23 січня 1988, Дрегешань) — румунський футболіст, захисник «Астри».

## Біографія
Вихованець «Римніку-Вилча», де виступав з перервами з 2005 по 2012 рік.
Після того виступав за румунські «Турну-Северін» та «Динамо» (Бухарест).
На початку липня 2013 року став гравцем ужгородської «Говерли», орієнтовна трансферна вартість склала близько 1.8 млн$. За сезон зіграв у 14 матчех Прем'єр-ліги і у липні 2014 року через політичну ситуацію в Україні розірвав контракт з «Говерлою» за згодою сторін, після чого тривалий час лишався без клубу.
На початку 2015 року став гравцем «Металула» (Решица), де грав до завершення сезону, після чого перейшов до «Астри», з якою в першому ж сезоні став чемпіоном Румунії.

## Досягнення
- Чемпіон Румунії
  -  Чемпіон (1): 2016